# 央视网
央视网（CCTV.COM），在2009年至2016年间称为中国网络电视台（英語：China Network Television），中国中央电视台下辖的新媒体平台，由央视国际网络有限公司（CCTV International Network Co., Ltd.）运营。它提供所有中国中央电视台频道與中國大陸各省級衛視和地面频道的视频直播和节目点播，亦是CCTV的官方网站，在中华人民共和国境外的用户也可以進入該网站收看、阅览所有中国中央电视台视频直播和新闻资讯（部分体育赛事和影视剧除外）。

## 站点历程
- 1996年12月，CCTV.COM建立并试运行，是中国最早发布中文信息的网站之一；
- 2000年10月，CCTV.COM被列入中央重点新闻网站，成为新闻媒体网站的国家队和主力军；
- 2001年5月25日，中央电视台成立网络宣传部，将网站纳入节目宣传部门。自此，CCTV. COM建设全面推进，并迅速成长为有影响力的网络媒体；
- 2006年4月28日，中央电视台正式成立网络传播中心和央视国际网络有限公司，央视国际（CCTV. COM）同时实现全新改版；
- 2007年12月18日，CCTV.COM正式与国际奥委会签约，成为中国大陆和澳门地区2008年北京奥运会的唯一官方互联网/移动平台转播机构。
- 2010年7月1日，央视网全面并入中国网络电视台。[2]
- 2010年7月5日，央视网与中国网络电视台实现业务归并，www.cctv.com和www.cntv.cn域名共同指向中国网络电视台首页。
- 2017年1月1日，CNTV.COM中国网络电视台网站改回CCTV.COM央视网域名，其央视节目点播亦变回了CCTV.COM标志。事实上，现在的CNTV已经转型为IPTV和OTT业务服务的“中国互联网电视”（“爱上传媒CHINA IPTV”和“NewTV未来电视”均为央视新媒体下属单位）。
- 2017年2月，央视设立“CCTV央视专区”，面向全国各地广电网络有线电视互动平台，目前已在年内完成全国大多地区的对接[3]。并于2018年2月全线上线面向4K有线互动电视的“央视专区”[4]。
- 2017年12月31日，央视网的邮箱服务正式关停。
- 2019年2月19日，央视网更换新版面。同年9月27日起，同属于中央广播电视总台的央广网（中央人民广播电台官网）、国际在线（中国国际广播电台官网）同时更换新版面，三家网站改版后风格大致相同。[5]

## 央視搜索
央視搜索是央視網于2010年1月14日發布的搜索引擎服務。起初，央視搜索提供“视频”、“网页”、“新闻”、“图片”、“博客”五項搜索服務。目前，央视搜索仅支持视频和网页搜索。

## IP电视服务
央视国际网络子公司爱上传媒係央视IPTV总平台，为全国31省市三大运营商IPTV提供央视频道直播、节目轮播、点播等信息服务。前身为“CCTV-IP电视”。